# Васильковые дурачества

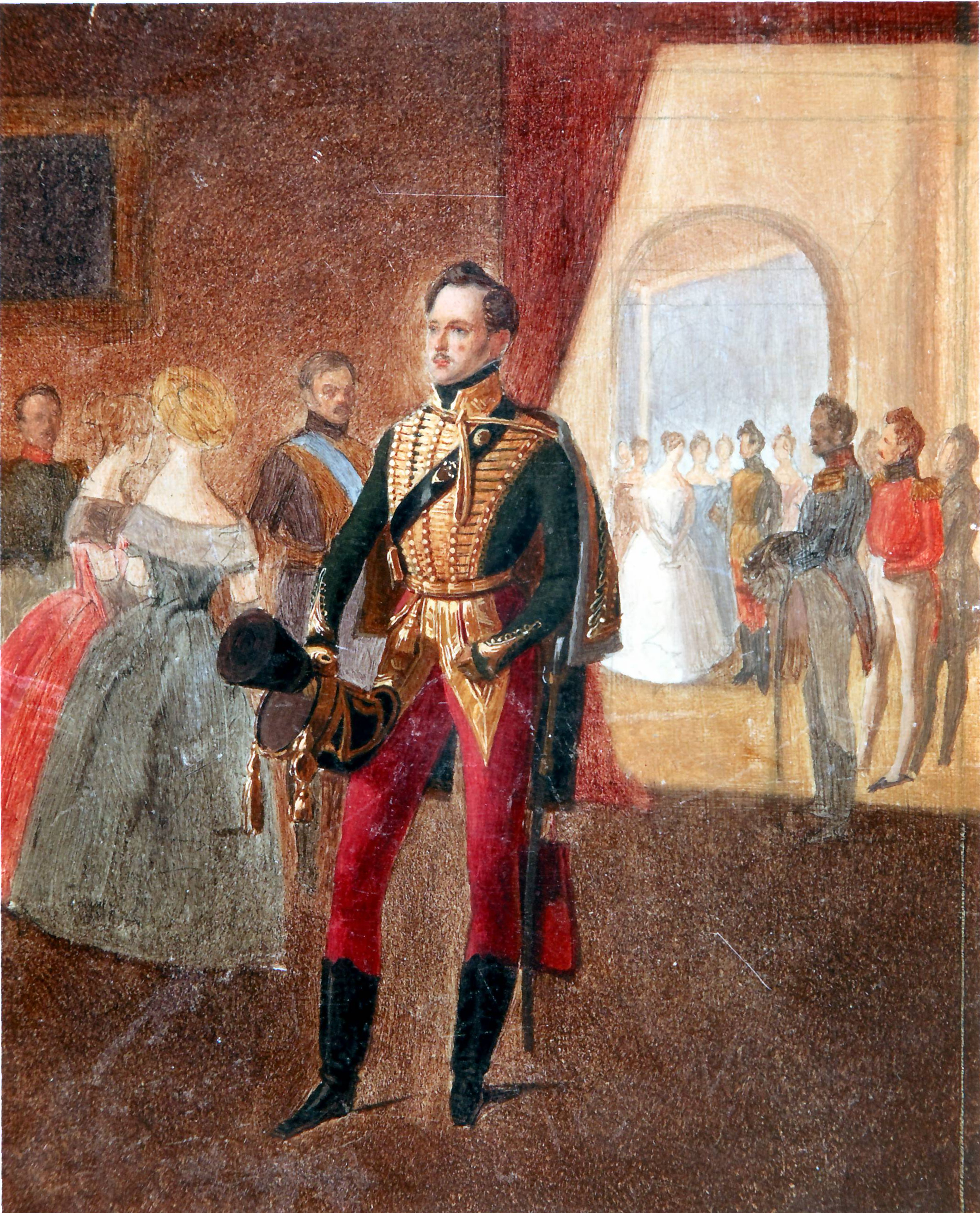
Император Николай I на балу. 1830-е. А. И. Ладюрнер. Коллекция Подстаницких

«Васильковые дурачества» (bluettes) Николая I — определение, которое император будто бы давал своим незначительным любовным связям или просто флиртам.
«Словарь петербуржца» приводит это словосочетание как локальный синоним «царским развлечениям».

## Происхождение словосочетания
А. И. Соколова — судя по всему, первая, широко употребившая это выражение до революции — в 1910 году, описывает происхождение словосочетания так:
«…Но, помимо этой серьезной и всеми признанной связи [с Варварой Нелидовой], за Государем подчас водились и маленькие анекдотические увлечения, которые он бесцеремонно называл „дурачествами“, перекрестив их в оригинальное наименование „васильковых дурачеств“ с тех пор, как услыхал, что Ф. И. Тютчев поэтически назвал их „des bluettes“».
Сергей Андреев-Кривич обращает внимание на ошибку перевода: слово bluettes никакого отношения к слову «василёк» (bluet, bleuet) не имеет. Это слово с французского переводится как: «искорки; короткие и остроумные литературные произведения, влечения, амуры, симпатия».
Мемуаристы-современники Николая I, много писавшие о личной жизни императора и его симпатиях, это выражение, судя по всему, ни по-русски, ни по-французски не употребляли.
Расхожим оно становится лишь в XX веке. Пушкиновед Павел Щёголев в статье 1923 года «Николай I в дневнике Пушкина» пишет: «О так называемых „васильковых дурачествах“ Николая у нас есть кое-какие сведения, но до революции об этой стороне жизни Николая почти нельзя было писать. Едва ли не об одном из таких васильковых дурачеств рассказывает Пушкин в записи об ухаживаниях Николая в Москве в 1834 году за московскими красавицами и московскими актрисами». Он же в 1928 году пишет: «На первом царском плане — увлечения длительные, с затяжной игрой в любовь, на втором — васильковые дурачества, мимолетные встречи, короткие удары».
В 1926 году П. С. Сухотин написал обличительную комедию о Николае I «Васильковые дурачества», которая некоторое время шла в советских театрах. В 1945 году это выражение употребляет Леонид Гроссман.

## В мемуаре Соколовой
Фельетонистка и журналистка Александра Соколова написала текст «Император Николай Первый и васильковые дурачества», опубликованный в 1910 году. Публикация этого достаточно ангажированного и неточного мемуара, видимо, является первым предъявлением словосочетания широкой публике.

В нём она вспоминала о годах, проведенных в Смольном институте в качестве воспитанницы. Соколова описывает красавицу Лавинию Жадимировскую (урожденную Бравур). На неё обратил свое внимание император, но она ему отказала. Спустя три года красавица сбегает от мужа с Сергеем Трубецким. Императору об этом докладывают, и он из мстительности направляет за ними погоню, влюбленную парочку арестовывают на пароходе в Одессе и возвращают в Петербург. Возвращённая мужу красавица вместе с ним сразу отбывает за границу, а на Трубецкого обрушивается весь гнев императора, и, разжалованный, он оказывается сослан на Кавказ.
«Впрочем, чтобы остаться в пределах строгой справедливости, следует сказать, что на почве подобных столкновений император Николай Павлович всегда оставался верен себе, и, кроме вышеприведенного примера с Жадимировской, мне известен также случай с княгиней Софьей Несвицкой, урожденной Лешерн, которой тоже была брошена покойным императором перчатка, и также неудачно».

Далее Соколовой описывается жена князя Алексея Яковлевича Несвицкого, которой Николай также сделал щекотливое предложение, был отвергнут, и когда через два года она завела любовника флигель-адъютанта Бетанкура, на того обрушился гнев государя. Бетанкур быстро отрекся от возлюбленной, чтобы спасти свою карьеру. В старости, спустя много лет, обедневшая княгиня Софья Несвицкая решилась подать на высочайшее имя прошение о вспомоществовании. Император сначала подписал бумагу о назначении пенсии, а потом вспомнил, о какой женщине идет речь и разорвал документ со словами: «Этой?!. Никогда… и ничего!!». По словам Соколовой, ей этот эпизод рассказала сама бедная старуха Несвицкая собственной персоной. (Позже жизни княгини С. Несвицкой Соколова посвятила роман «Царский каприз», СПб., 1911.)
Наконец, Соколова пересказывает эпизод, сообщенный ей Фёдором Тютчевым, которого она называет родоначальником выражения «васильковые дурачества». Император инкогнито во время прогулки встретил красивую простолюдинку на набережной, за несколько встреч завязал с ней знакомство и назначил свидание. Придя на бедную квартиру девушки, он узнал от кухарки, что девушка на самом деле его узнала, и очень расстроился. «Вернувшись из этой неудачной экскурсии, Николай Павлович сам рассказывал об ней своим приближённым и признал её самой глупой из всех своих „васильковых глупостей“», пишет Соколова.
Таким образом, в своем тексте Соколова не описывает ни одного удачного ухаживания императора; в её пересказе он лично назвал так одно несостоявшееся свидание (то есть современное употребление этого выражения как синоним «серального разврата» Николая I не соответствует тексту источника).
Также, как пишут современные комментаторы, Соколова неточна в деталях. Не упоминает она тот факт, что Трубецкой со своей возлюбленной в итоге воссоединились и стали жить вместе. Также она не пишет, что ранее император женил Трубецкого на беременной Екатерине Мусиной-Пушкиной (официально — беременной от Трубецкого, но по сплетням в обществе — от императора). Соколова описывает эту дочь Софью де Морни подробно, но не упоминает об этом возможном отцовстве императора.

## Репутация Николая
И при жизни Николая, и после его смерти, особенно после революции ходили многочисленные сплетни о чрезмерном сластолюбии императора, быстро ставшие элементом революционной антимонархистской пропаганды. Н. А. Добролюбов писал: «Можно сказать, что нет и не было при дворе ни одной фрейлины, которая была бы взята ко двору без покушений на её любовь со стороны или самого государя или кого-нибудь из его августейшего семейства. Едва ли хоть одна из них, которая бы сохранила свою чистоту до замужества. Обыкновенно порядок был такой: брали девушку знатной фамилии во фрейлины, употребляли её для услуг благочестивейшего, самодержавнейшего государя нашего, и затем императрица Александра начинала сватать обесчещенную девушку за кого-нибудь из придворных женихов». Хорошим примером является распространенная легенда о романе Натальи Гончаровой и Николая I, не имеющая никаких доказательств, которую тоже записывают в число его «васильковых дурачеств».
Современный исследователь Игорь Зимин на основе подробного изучения архивов пытается взглянуть на жизнь императора с другой стороны: «…следует подчеркнуть, что свои несемейные увлечения Николай I тщательно скрывал, и все выглядело весьма прилично. Современников, особенно дам, крайне интересовали эти „васильковые дурачества“. При этом они дружно отмечали, что „дурачества“ занимали далеко не главное место в жизни императора, буквально заваленного многочисленными делами и скованного очень плотным рабочим графиком. Так, даже весьма осведомлённые дамы, с надёжными „источниками информации“ при Дворе, задавались вопросом: „Когда же царь бывает у фрейлины Нелидовой? В 9-м часу после гулянья он пьет кофе, потом в 10-м сходит к императрице, там занимается, в час или 1/2 опять навещает её, всех детей, больших и малых, и гуляет. В 4 часа садиться кушать, в 6 гуляет, в 7 пьет чай со всей семьей, опять занимается, в десятого половина сходит в собрание, ужинает, гуляет в 11, около двенадцати ложится почивать. Почивает с императрицей в одной кровати“».